# Micciano
Micciano è una frazione del comune italiano di Pomarance, nella provincia di Pisa, in Toscana.

## Geografia fisica
Il borgo di Micciano è situato su di un'altura a circa 470 m d'altitudine e confina ad est con il colle di Libbiano, dal quale è diviso dal torrente Ladio, tributario del Trossa. Micciano dista circa 13 km dal capoluogo comunale e poco più di 80 km da Pisa.

## Storia
Secondo alcuni, le origini del toponimo sarebbero da ricondurre a quelle dei prediali romani, interpretando Micciano come un fundus Mittianus o Maecianus, dal nome di un legionario (Mittius o Maecius) sotto il quale ricadeva la proprietà del terreno. Il primo documento a testimonianza del borgo è tuttavia del periodo alto-medievale (947), quando si legge di un'investitura a pievano di Giovanni di Giovanni e a diacono di un certo Pietro di Reutilio. Con un privilegio imperiale del 1014, l'imperatore Enrico I concede alla badia di San Pietro a Monteverdi, fra gli altri, anche la corte e i beni di Micciano.

## Monumenti e luoghi d'interesse
- Chiesa di San Michele Arcangelo
- Oratorio della Madonna del Carmine